# ترنس مک‌کنا
ترنس کِمپ مک‌کنا (انگلیسی: Terence Kemp McKenna; ۱۶ نوامبر ۱۹۴۶ – ۳ آوریل ۲۰۰۰) متخصص مردم‌گیاه‌شناسی، عارف، سایکونات، شمن‌باور، سخنران برجسته، نویسنده و مدافع استفاده مسئولانه از گیاهان روانگردانی که به صورت طبیعی رشد می‌کنند و اهل ایالات متحده آمریکا بود. او دربارهٔ انواع مختلفی مطالب از جمله داروهای روانگردان، انتئوژن‌های گیاه-پایه، شمن‌باوری، متافیزیک، کیمیاگری، زبان، فلسفه، فرهنگ، تکنولوژی، محیط زیست و ریشه‌های نظری آگاهی انسان نوشت و صحبت کرد. به او "تیموتی لری دهه ۹۰" گفته می‌شد، "یکی از متخصصان برجسته در مبانی هستی‌شناسی شامانیسم"، و "صدای مغز متفکر فرهنگ Rave". مک‌کنا مفهومی دربارهٔ ماهیت زمان را براساس الگوهای فراکتالی فرمول‌ بندی و ادعا کرد که آن را در "ای چینگ" I Ching کشف کرده‌است، که او آن را نظریه نوظهوری خواند، و طرح این پایان دنیا در سال ۲۰۱۲ را پیش‌بینی می‌کرد. ترویج تئوری نوظهوری و ارتباط آن با تقویم مایاها به عنوان یکی از عواملی است که منجر به اعتقادات گسترده در مورد رستاخیزشناسی سال ۲۰۱۲ شد. تئوری نوظهوری یک دانش شبه علمی در نظر گرفته شده‌است.

## زندگی‌نامه

### اوائل زندگی
ترنس مک‌کنا در پائونیا، کلورادو متولد و بزرگ شد و از طرف پدرش ایرلندی‌تبار بود.
او در نوجوانی خود از شکار فسیل‌ها یک سرگرمی ساخت و از این طریق، درکی عمیق علمی از طبیعت به دست آورد. او همچنین در سن نوجوانی علاقه‌مند به روانشناسی بود و در ۱۰ سالگی کتاب «روانشناسی و کیمیاگری» اثر کارل گوستاو یونگ را خواند.
در سن ۱۶ سالگی مک‌کنا به لوس آلتوس، کالیفرنیا رفت تا یک سال با دوستان فامیل زندگی کند. او دبیرستان را در لنکستر کالیفرنیا به پایان رساند. در سال ۱۹۶۳ او به دنیای ادبی سایکدلیک‌ها از طریق درهای ادراک و «بهشت و جهنم» نوشته آلدوس هاکسلی و برخی نوشته‌های ویلج ویس که در مورد روان‌شناسی صحبت می‌کردند معرفی شد.
مک‌کنا گفت که یکی از تجربیات زودهنگام سایکدلیک او با دانه‌های گیاه شکوه صبح (morning glory)، به او نشان داد که «چیزی در آن وجود دارد که ارزش مورد توجه قرار شدن دارد»، و در مصاحبه‌ها ادعا کرد که از نوجوانی هر روز ماریجوانا مصرف می‌کرده‌است.

## افکار

### تئوری میمون نشئه (Stoned Ape)
ترنس مک‌کنا در کتاب خود غذای خدایان (به انگلیسی: Food of the Gods) تئوری میمون نشئهٔ خود را مطرح کرد. او در این تئوری می‌گوید که ممکن است قارچ‌های جادویی حاوی ترکیب روان‌گردان سیلوسایبین نقش مهمی در تکامل گونهٔ انسان نخستین (Homo eractus) به انسان امروزی (Homo sapiens) و ایجاد زبان و فرهنگ ایفا کرده باشند. او در کتاب خود گفته که انسان‌های نخستین بعد از پایین آمدن از درخت شروع به امتحان و مصرف انواع جدیدی از غذاهای موجود در طبیعت کرده‌اند و قارچ‌های روان‌گردان را که به صورت گسترده‌ای در طبیعت وجود داشته را وارد زنجیره غذایی خود کرده‌اند؛ مصرف میزان کم از این قارچ‌ها می‌تواند باعث تحریک آمیزش جنسی، افزایش دقت بینایی (و در نتیجه شکار بهتر) شود همچنین این قارچ‌ها به دلیل ایجاد حس‌آمیزی می‌توانند جرقه‌ای برای اختراع زبان توسط بشر بوده باشد.

## کتاب‌ها

### راهنمای پرورش قارچ سیلوسایبین
در اوایل سال ۱۹۷۰ ترنس مک‌کنا همراه برادرش دنیس مک‌کنا به یک تکنیک جدید در زمینه کاشت و پرورش قارچ‌های سیلوسایبین دست یافتند و آن‌ها کتابی در همین رابطه با نام Psilocybin - Magic Mushroom Grower's Guide منتشر کردند. دنیس و برادرش برای اولین بار یک روش معتبر برای کاشت سیلوسایبین در خانه آوردند.
از ترنس مکنا آثار زیادی وجود دارد. از مهم‌ترین کتاب های ایشون شامل: غذای خدایان-Food of the Gods راهنمای پرورش قارچ جادویی-Psilocybin توهم حقیقی-True Hallucinations چشم‌انداز نامرئی-The Invisible Landscape همچنین فیلم مستندی به نام True Hallucinations (توهم حقیقی) از ماجراجویی ترنس مکنا در آمازون، تجربه آیاهاواسکا و ایده‌هایی که از آن تجربه برای او به وجود اومد وجود دارد.